# Sonam Gyatso

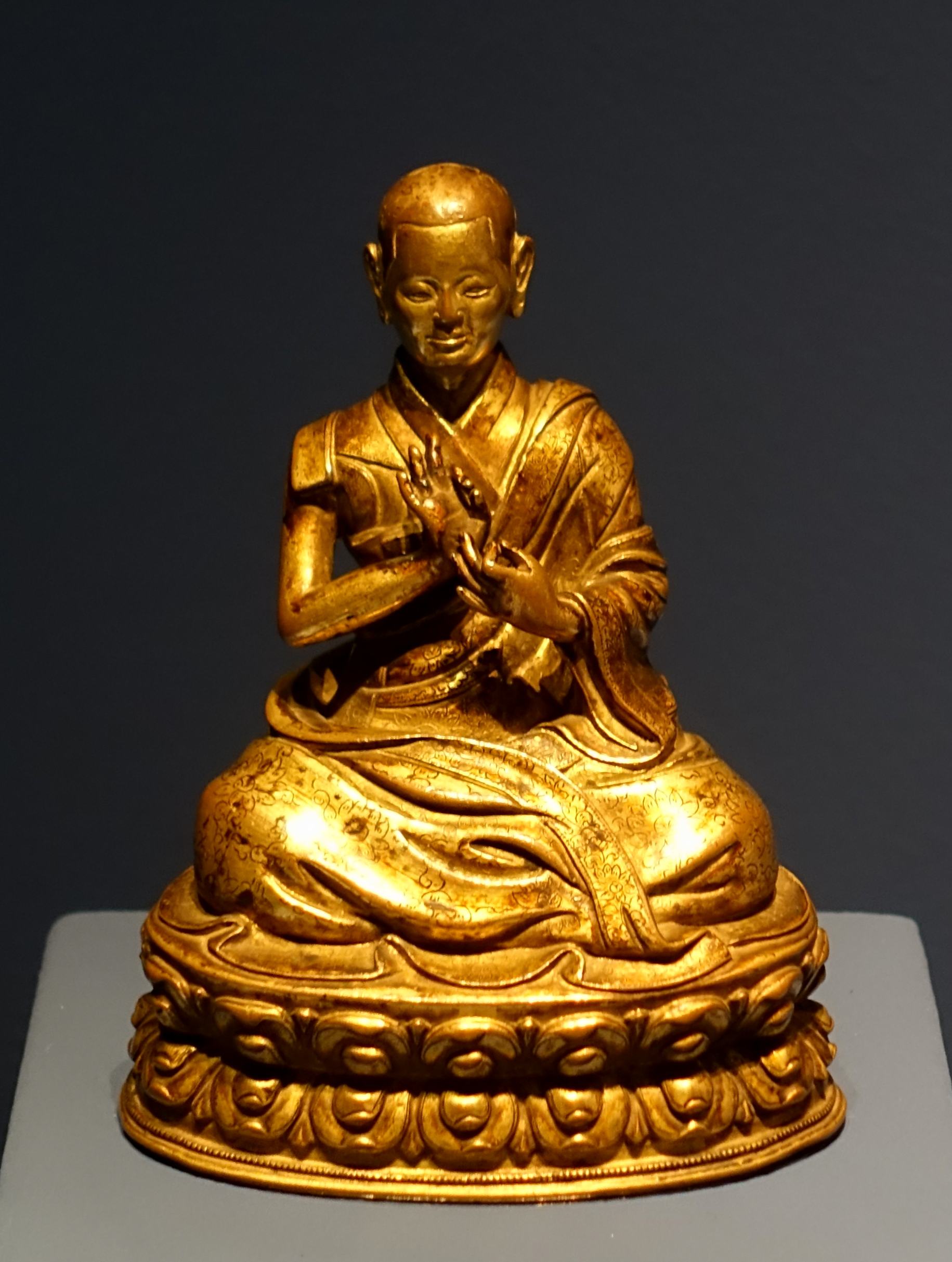
Sonam Gyatso.

Sonam Gyatso (Gyalwa Sonam Gyatso) (chino:索南嘉措, tibetano:བསོད་ནམས་རྒྱ་མཚོ་, wylie:Bsod-nams Rgya-mtsho, pinyin tibetano:Soinam Gyaco) (1543-1588) tercer dalái lama, primero reconocido por los mongoles y que instauró el término dalái lama, del mongol Dalai "océano" y el tibetano lama, "maestro". Es decir "océano del maestro de sabiduría". Anteriormente se les conocía como los Drepung Tulkus, es decir, "las reencarnaciones de Drepung". 
Seguidor de la escuela Gelugpa (gorro amarillo), fue un gran académico y llevó el budismo a Mongolia.